# Музей Курхаус (Клеве)
Музей Курхаус в Клеве (нем. Museum Kurhaus Kleve) — художественная галерея в городе Клеве (земля Северный Рейн-Вестфалия), начавшая своё формирование в 1997 году и окончательно открытая в 2012 — в здании «курортного дома» (Friedrich-Wilhelm-Bad), построенного в 1872 году боннским архитектором Карлом Фридрихом Шубертом (1826—1883). Музейная коллекция включает в себя как работы созданные в период Средневековья и Ренессанса, так произведения современное искусства конца XX века; отдельное помещение отведено под графические работы и коллекцию стеклянных изделий декоративно-прикладного искусства (в стиле модерн); в 2012 году музей пополнился крупной коллекцией керамических изделий, созданных с 1905 по 1935 год.

## История и описание

### Курорт
Курорт в Клеве начался в 1742 году — с открытия богатого минералами источника врачом Иоганном Генрихом Шютте (1694—1774) и постройки павильона (амфитеатра) «Amusemens des Eaux de Clève» («Развлечение на водах в Клеве»). Первоначальные планы создать масштабный лечебный комплекс — в стиле дворца Сан-Суси — провалились в 1749 году из-за вето, наложенного на проект королём Фридрихом II. Французский философ Вольтер оказался в Клеве в 1750 году и высоко оценил как саму воду, так и окружающие источник сады. Из спроектированного комплекса был построен только западный угловой павильон — в качестве зала для питья минеральной воды. В октябре 1794 года солдаты французской революционной армии и «клеверский сброд» (Klever Pöbel) в значительной степени разрушили амфитеатр — и в течение следующего полувека бизнес не развивался.
С весны 1845 года началось строительство нового «курортного дома» — по проекту местного архитектора Антона Вайнхагена; в августе город посетил Фридрих Вильгельм IV, который в феврале 1846 года согласился на просьбу мэра именовать курорт в свою честь. С 1872 году, по планам боннского архитектора Карла Фридриха Шуберта, был построен комплекс Friedrich-Wilhelm-Bad и трехэтажный отель на 50 номеров, которые в 1900 году образовали единый комплекс, известный как «Курхаус».
Первая мировая война завершила историю курорта: парки были заброшены. Затем многие из роскошных отелей города стали «жертвами» бомбардировок Второй мировой войны или последующего сноса. Курхаус избежал данной участи, но переживал сложные времена — и с 1922 года его помещения служили мастерской для семьи производителей обуви Тербуйкен; семья также использовала верхний этаж «бада» в качестве своей квартиры. После окончания войны немецкие военнопленные были размещены в комплексе. Тербуйкен использовали здание до 1956 года, когда их компания обанкротилась.
Имущество обанкротившейся компании было приобретено брокером («маклером») из Кемпена, который предложил его властям города Клеве — который, «к счастью» (для сохранности объекта), отказались его приобрести. Поскольку брокер не нашел покупателя, он сдал помещений Курхауса в аренду: на первом этаже здания в конце 1957 — начале 1958 года разместилась мастерская Йозефа Бойса, которую художник пользовался до 1964. В начале 1960-х годов предприниматель Антон Зильстра (Anton Zylstra) и директор местного музея Фридрих Гориссен (1912—1993) приобрели Курхаус и приступили к его восстановлению. Зильстра отремонтировал помещения отеля, в котором начал сдавать апартаменты, а Гориссен восстановил комнаты наверху и переехал туда со своей семьей — он прожил в них до своей смерти в 1993 году. В 1972 году первый этаж был арендован городскими властями: здесь они разместили разместились и городские архивы (до 2006 года). В 1976 году началось планирование реставрационных работ по сохранению и восстановлению местных садов.

### Музей
7 сентября 2012 года, с открытием западном крыла — названного в честь Бойса (Joseph-Beuys-Westflügel) — музей Курхаус был завершен; сама реконструкция и перепроектирование начались ещё в 1997 году. На первом этаже были восстановлены и комнаты бывшей студии Бойса; в подвале здания был создан графический кабинет, названный в честь райнбергского коллекционера Роберта Ангерхаузена. Графическая коллекция состоит как из средневековых миниатюр, созданных в середине XV века, так и из акварелей и рисунки немецкого информализма; в фотоколлекции кабинета представлены работы Фрица Гетлингера и Вилли Майвальда (1907—1985).
Концепция музея построена как вокруг постоянной экспозиции, в которую входят экспонаты, созданные в самые разные исторические эпохи — от Средневековья до XXI века — так и на проведении временных выставок. Современное искусство представлено работами Ива Кляйна, Хайнца Мака, Роберта Морриса, Андре Томкинса и Сая Туомбли; из произведений Роберта Индианы в музейные фонды входит работа «German LOVE» (Chosen Love), созданная в 1995 году, а творчество Ричарда Серра представлено двумя скульптурами: «Esna» (1991) и «Coltrane» (1988).

## Награды
- 2004: «Музей года» — Германское отделение, Международная ассоциация искусствоведов (AICA)